# Акунин-сёки
Акунин-сёки (яп. 悪人正機 Акунин сё:ки, «преступники — объект спасения») — постулат учения буддийской школы Дзёдо-синсю, предложенный в середине XIII века японским монахом Синраном, согласно которому преступники и грешники этого мира являются главными объектами спасения, которое осуществится благодаря обещанию будды Амиды спасти мир.
В буддийском учении Чистой Земли существовала вера в то, что грешники, которые привязаны к страданиям и соблазнам этого мира, могут достигнуть просветления и попасть в буддийский рай не благодаря собственным стараниям, а силе обещания будды Амиды. То есть, грешник спасётся не благодаря добрым делам и аскетическим практикам, а благодаря вере в будду Амиду, неутомимым молитвам к нему.
Синран, который стоял на позиции абсолютной веры в силы Амиды, развил эту концепцию. Согласно его учению, Будда Амида дал своё обещание спасти человечество именно для того, чтобы преступники и негодяи были спасены и попали в рай. То есть именно грешники были объектом спасения Амиды. Синран писал: «Если благочестивые люди перерождаются в раю Чистой Земли, то преступники — тем более».
Эта концепция Синрана имела большой резонанс в религиозном мире средневековой Японии.